# Замыцкий, Дмитрий Петрович
Дмитрий Петрович Замыцкий (? — 29 сентября 1879) — адмирал (1859), член Адмиралтейств-совета.

## Биография
Первоначальное образование получил в Морском кадетском корпусе, куда был определён в 1799 году. По окончании курса наук 24 декабря 1809 года Замыцкий был произведён в мичманы и в период времени 1809—1828 годов совершал обычные крейсерства в Финском заливе и Балтийском море и, кроме того, дважды побывал в Архангельске.
Произведённый в 1826 году в капитан-лейтенанты и назначенный командиром 20-пушечного брига «Телемак», Замыцкий в том же году совершил переход от Кронштадта до Мальты, где был сначала назначен в эскадру вице-адмирала графа Гейдена, а затем переведён в эскадру контр-адмирала Рикорда, с которой участвовал в блокаде Дарданелл.
В 1831 году Замыцкий принял участие в войне за независимость Греции и за удачное сражение с идриотскими мятежниками в Монастырской бухте, у города Поло, был награждён орденом св. Владимира 4-й степени с бантом и произведён в капитаны 2-го ранга. Через два года, в 1833 году, он вернулся в Кронштадт, где был назначен командиром фрегата «Александр Невский». 25 декабря 1833 года за проведение 18 морских полугодовых кампаний Замыцкий был награждён орденом св. Георгия 4-й степени (№ 4905 по кавалерскому списку Григоровича — Степанова). В 1836 году он был произведён в капитаны 1-го ранга. 6 декабря 1837 году награждён орденом Св. Анны II степени с пожалованием 6 декабря 1843 года императорской короны к нему.
В течение времени 1836—1846 годов, командуя новопостроенным кораблём «Лефорт», Замыцкий ежегодно крейсировал в Балтийском море. Произведённый 1 января 1846 года в контр-адмиралы, с назначением командиром 2-й бригады 3-й флотской дивизии, он по 1848 год, имея последовательно свой флаг сначала на корабле «Арсис», а затем на корабле «Россия», крейсировал в Немецком и Балтийском морях, после чего в 1849 году был назначен исправляющим должность начальника 1-й флотской дивизии. 22 ноября 1847 года награждён орденом Св. Владимира III степени. В 1850 году награждён орденом Св. Станислава I степени. В 1850 году Замыцкий был назначен членом комитета по пересмотру и составлению морского устава и 2 октября 1852 года произведён за отличие в вице-адмиралы, с утверждением начальником дивизии. В 1853 году награждён орденом Св. Анны I степени.
Во время Крымской кампании 1854 года, имея свой флаг на корабле «Красный», Замыцкий находился с флотом на малом Кронштадтском рейде для обороны Кронштадта от нападения англо-французского флота. 18 мая 1855 года был назначен членом Адмиралтейств-совета. 17 апреля 1858 года награждён орденом Св. Владимира II степени с мечами. 28 декабря 1859 года произведён в адмиралы и уволен от службы.
Скончался Замыцкий 29 сентября 1879 года в Санкт-Петербурге, похоронен на Митрофановском кладбище.
За перевод с английского книги «Часовые таблицы» он был пожалован золотой табакеркой с живописью.